# Lotnisko

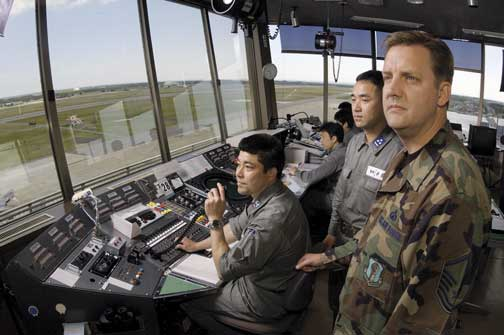
Wnętrze wieży kontroli lotów bazy lotnictwa Misawa Air Base w Japonii

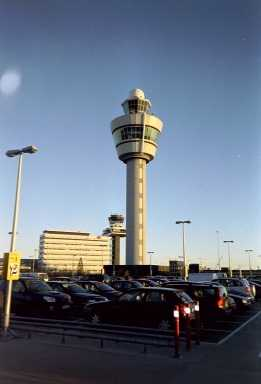
Wieże kontroli ruchu lotniczego portu lotniczego Amsterdam-Schiphol

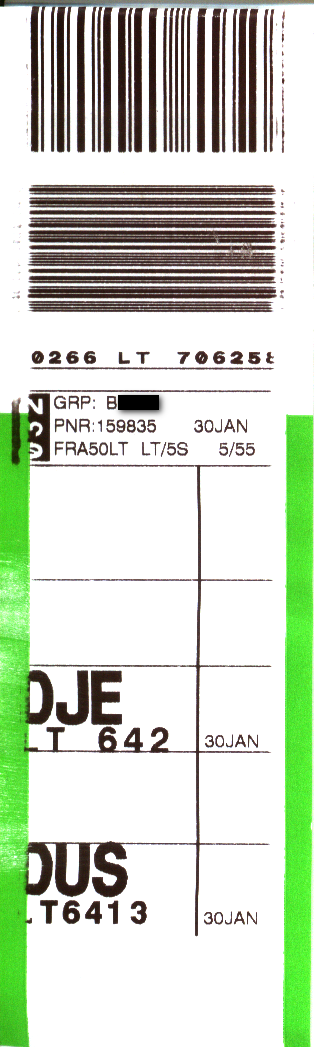
Przykładowa przywieszka na bagaż dołączana w czasie odprawy pasażera

Lotnisko – wydzielony obszar na lądzie, wodzie lub innej powierzchni, w całości lub w części przeznaczony do wykonywania startów, lądowań i naziemnego lub nawodnego ruchu statków powietrznych, wraz ze znajdującymi się w jego granicach obiektami i urządzeniami budowlanymi o charakterze trwałym, wpisany do rejestru lotnisk. Ich wyposażenie zróżnicowane jest w zależności od liczby odprawianych pasażerów i przeładowywanych towarów. Lotniska oznaczane są trzyliterowym kodem IATA oraz czteroliterowym kodem ICAO.
Lotnisko oraz jego strefa ochronna zajmują znaczne obszary, wyłączając z użytkowania znaczny areał gruntów. Zamieszkiwanie w jego pobliżu może być szkodliwe dla zdrowia z powodu zanieczyszczeń powietrza oraz hałasu.

## Terminologia
Ze względu na dostępność dla użytkowników wyróżnia się lotniska użytku publicznego i lotniska użytku wyłącznego.
W zależności od wielkości lotnisk i ich funkcji mówi się o:
- portach lotniczych – lotniska użytku publicznego wykorzystywane do lotów handlowych
  - krajowe – obsługujące pasażerów na liniach wewnątrzkrajowych,
  - międzynarodowe,
  - międzykontynentalne,
- lądowiskach – raczej prowizorycznych, bez zabudowań portowych, obsługujące głównie helikoptery (śmigłowce) oraz małe samoloty,
- portach śmigłowcowych (heliportach),
- lotniskach wojskowych (Wojskowych Portach Lotniczych wchodzących w skład baz lotniczych).
- lotniska miejskie (ang. city airport) – obsługujące małe samoloty pasażerskie oraz śmigłowce, niwelują ruch małych samolotów na większych portach lotniczych w okolicy.

## Infrastruktura
W obrębie lotniska można wyróżnić część służącą technicznej obsłudze samolotów w czasie startów i lądowań: pasy startowe, drogi kołowania, płyty postoju samolotów, hangary, wieża kontroli lotów, urządzenia naprowadzające, oraz część służącą obsłudze pasażerów, czyli terminale lotnicze.
Porty lotnicze zlokalizowane są przy dużych aglomeracjach miejskich. Ze względu jednak na to, że zajmują one duże powierzchnie, położone są zazwyczaj w pewnej odległości od centrów miast, które obsługują. Niekiedy położone są poza ich granicami administracyjnymi.

## Historia
Pierwsze miejsca przystosowane do startów i lądowań samolotów wyznaczano na płaskich polach o nawierzchni gruntowej lub trawiastej, bez wyznaczonych dróg startowych – lądowano pod dowolnym kątem, w zależności np. od warunków atmosferycznych. Infrastruktura lotniska w początkach lotnictwa składała się zazwyczaj jedynie z hangaru, często posiadały widownie umożliwiające wykorzystanie lotniska w celach rozrywkowych. Jednym z pierwszych lądowisk tego typu było lotnisko Taliedo w Mediolanie, otwarte w 1910, przekształcone w 1920 w port lotniczy o zastosowaniu komercyjnym.
Na rozwój lotnisk ogromny wpływ miała I wojna światowa – na potrzeby militarne zbudowano wiele lądowisk, rozpoczęto również prace nad urządzeniami naprowadzającymi. Po wojnie wiele z tych lotnisk przekształcono na cywilne. Jednym z pierwszych takich lotnisk było lotnisko Le Bourget koło Paryża. Pierwsze lotnisko z terminalem pasażerskim, przeznaczone wyłącznie dla lotnictwa cywilnego, wybudowano w 1922 w Królewcu w ówczesnych Niemczech. Oświetlone pasy startowe pojawiły się w drugiej połowie lat 20. XX wieku.
Na świecie istnieje około 2000 lotnisk wszelkiego rodzaju. Największy ruch na nich wykonuje się w Ameryce Północnej, Europie i Azji. Natomiast każdy z wielkich portów lotniczych na tych kontynentach ma większy wskaźnik ruchu cargo niż wszystkie lotniska afrykańskie. Organizacja, która zrzesza lotniska na świecie, to Airport Council International – ACI. Prowadzi ona negocjacje między przewoźnikami i lotniskami oraz opracowuje standaryzację procedur zabezpieczeń operacji lotniczych. Na jej liście jest 591 operatorów którzy posiadają 1861 lotnisk w 177 państwach. W 2013 roku, według raportu ACI, obsłużonych zostało 5 700 000 000 pasażerów i 92 000 000 miliony ton ładunku. Wyznacznik wzrostu ruchu może być traktowany jako wskaźnik rozwoju gospodarczego.
W okresie lat 2004 do 2013 liczba pasażerów wzrosła z 3 660 000 000 do 5 710 000 000, czyli o 54%, a towarów z 73 900 000 ton do 92 100 000, czyli o 25%.

## Największe porty lotnicze
| Pozycja | Port lotniczy                                | Państwo                      | Położenie                                     | Kod IATA/ICAO | Liczba pasażerów |
| ------- | -------------------------------------------- | ---------------------------- | --------------------------------------------- | ------------- | ---------------- |
| 1.      | port lotniczy Atlanta – Hartsfield-Jackson   | Stany Zjednoczone            | Atlanta, Georgia, USA                         | ATL/KATL      | 107 mln          |
| 2.      | Port lotniczy Pekin                          |                              | Chaoyang, Pekin, ChRL                         | PEK/ZBAA      | 100,9 mln        |
| 3.      | Port lotniczy Dubaj                          | Zjednoczone Emiraty Arabskie | Dubaj, Zjednoczone Emiraty Arabskie           | DXB/OMDB      | 89,1 mln         |
| 4.      | Port lotniczy Los Angeles                    | Stany Zjednoczone            | Los Angeles, Kalifornia, USA                  | LAX/KLAX      | 87,5 mln         |
| 5.      | Port lotniczy Tokio-Haneda                   | Japonia                      | Ōta, Tokio, Japonia                           | HND/RJTT      | 86 mln           |
| 6.      | Port lotniczy Chicago-O’Hare                 | Stany Zjednoczone            | Chicago, Illinois, USA                        | ORD/KORD      | 83,2 mln         |
| 7.      | Port lotniczy Londyn-Heathrow                | Wielka Brytania              | Hillingdon, Wielki Londyn, Wielka Brytania    | LHR/EGLL      | 80,1 mln         |
| 8.      | Port lotniczy Hongkong                       |                              | Chek Lap Kok, New Territories, Hongkong, ChRL | HKG/VHHH      | 74,5 mln         |
| 9.      | Port lotniczy Szanghaj-Pudong                |                              | Pudong, Szanghaj, ChRL                        | PVG/ZSPD      | 74 mln           |
| 10.     | Port lotniczy Paryż-Roissy-Charles de Gaulle | Francja                      | Roissy, Tremblay-en-France, Francja           | CDG/LFPG      | 72,2 mln         |